# المجلس الأمريكي لليهودية
المجلس الأمريكي لليهودية (بالإنجليزية: American Council for Judaism)‏ هو منظمة لليهود الأمريكيين الملتزمين باقتراح أن اليهود ليسوا قومية بل جماعة دينية، متمسكين بالمبادئ الأصلية المعلنة لليهودية الإصلاحية، كما ورد في برنامج بيتسبرغ 1885. ومن الجدير بالذكر بشكل خاص معارضتها التاريخية للصهيونية. ورغم أنها منذ ذلك الوقت خففت من موقفها بشأن هذه القضية، فإنها لا تزال تدعو إلى إبعاد اليهود الأميركيين عن إسرائيل سياسيا، ولا ينظرون إلى إسرائيل باعتبارها وطنا يهوديا عالميا. كما دافع المجلس الأمريكي لليهودية عن حقوق المرأة، بما في ذلك حق المرأة في أن تخدم كحاخامات، كما دعم الجماعات اليهودية الإصلاحية وساهم في نشر طبعات جديدة من كتب الصلاة من أجل الخدمات الدينية التي غالبا ما تكون باللغة الإنجليزية لليهود في البلدان الناطقة بالإنجليزية.

## الخلفية والتكوين
كان حاخامات اليهودية الإصلاحية يعارضون الصهيونية قبل الحرب العالمية الأولى ويدعمون الحرية والديمقراطية والحقوق المتساوية لليهود في الدول التي يعيشون فيها. وكانت اللجنة اليهودية الأميركية ذات النفوذ أيضا مناهضة للصهيونية حتى عام 1918، عندما تحولت إلى برنامج غير صهيوني حتى حرب 1967 في عام 1967. وفي عام 1937 أعلن المؤتمر المركزي لحاخامات أميركا المنتمين إلى حركة الإصلاح عن حيادهم الرسمي إزاء الصهيونية.
وفي عام 1942، حدث انقسام داخل حركة الإصلاح بسبب صدور قرار من بعض الحاخامات الذين يؤيدون إنشاء «جيش يهودي» في فلسطين للقتال إلى جانب حلفاء الحرب العالمية الثانية. وعارضت الأركان العامة الأمريكية والبريطانية وضع اليهود في صفوف القوات المسلحة المنفصلة. واعتبر مؤسسو المجلس الاميركي لليهودية ان التفرقة المحتملة بين اليهود هو إجراء تراجعي وضار للغاية.
تأسس المجلس الاميركي لليهودية في يونيو 1942 على يد مجموعة من الحاخامات الإصلاحيين البارزين، بينهم ستة رؤساء سابقين في المؤتمر المركزي لحاخامات اميركيين ورئيس كلية الاتحاد العبراني، بالإضافة إلى أشخاص عاديين عارضوا إنشاء جيش يهودي مفصول دينيا ليقاتل إلى جانب الحلفاء، والاتجاه السياسي الجديد للبعض في حركتهم، بما في ذلك، على سبيل المثال لا الحصر، على قضية الصهيونية على النحو الذي أعاد تعريفه برنامج بيلتمور في مايو 1942. وكان من بين كبار الحاخامات لويس ولسي، وموريس لازارون، وأبراهام كرونباخ، وديفيد فيليبسون، و‌هنري كوهن، ولكن أكثر ممثليهم صوتا لفترة من الوقت أصبح إلمر برغر، الذي أصبح المدير التنفيذي للمجلس.
فقد وصف المجلس الأميركي لليهودية نفسه بأنه مناهض للقومية، ثم اتبع تفسيرا عالميا للتاريخ والمصير اليهودي. ووفقا لبيان المبادئ فإن المجلس الأمريكي لليهودية أيد «إعادة تأهيل» فلسطين ولم يدعم الصهيونية السياسية. كما أعلن ان «القومية اليهودية تميل إلى إرباك رفقاءنا الرجال حول مكاننا ووظيفتنا في المجتمع وتحول انتباهنا عن دورنا التاريخي في العيش كمجتمع ديني أينما كنا». فقد شعر المجلس الأميركي لليهودية أنه يمثل وجهات نظر غالبية اليهود الأميركيين، وبدأ حملة عضوية ضخمة. بحلول عام 1946، كان لديه العديد من الفروع المحلية في جميع أنحاء الولايات المتحدة والمكاتب الإقليمية في ريتشموند، شيكاغو، دالاس، و‌سان فرانسيسكو.
وخلال الحرب العالمية الثانية كان المجلس نشطا في معارضة الصهيونية. وفى عام 1944 احتج على تشكيل اللواء اليهودي من قبل الجيش البريطاني الذي كان يضم يهود فلسطينيين يقودهم ضباط بريطانيون يهود. وفي رسالة إلى وزير الخارجية كورديل هل ووزير الحرب هنري ستيموسون، ذكرت المجلس أن الصحف تفيد بقرار الحكومة البريطانية بتشكيل ما يسمى باللواء اليهودي تحت ما يسمى بالعلم اليهودي. ونحن نحتج بهذا على ذلك الإجراء والتعيين. ونحن نحث مسؤولينا العسكريين والمدنيين على التحذير من هذا الخطأ، كما نرجو منهم أن يستخدموا التحديد الدقيق للواء الصهيوني والعلم الصهيوني. فالأميركيون من العقيدة اليهودية كانوا دوما في القوات المسلحة الأمريكية. علم الأميركيين من العقيدة اليهودية هو النجوم والخطوط.
وفيما كان يحتج على الكتاب الأبيض لعام 1939 الذي فرض حدودا صارمة على هجرة اليهود إلى فلسطين وشراء الأراضي في البلاد، عارض أيضا «القومية الصهيونية» وحث اليهود الامريكيين على «تنظيم أنفسهم بالقوة، وذلك من منطلق قلقهم العميق تجاه اليهود المضطهدين في كل مكان، وراء برنامج غير قومي للتعامل مع المشكلة اليهودية الشاملة». وأعلن أن ما وراء الغاء الكتاب الابيض يكمن في الحاجة إلى حل أساسي. ونحن نعتقد أن هذا الحل لن يتسنى إلا عندما يكون هناك اعتراف عالمي واسع النطاق بحق اليهود في المساواة الكاملة. ولن يتسنى لنا أن نأتي إلى فلسطين إلا عندما يتم التخلي عن مزاعم الدولة اليهودية ونسعى بدلا من ذلك إلى حرية الهجرة استنادا إلى حقوق غير قابلة للنقاش، وليس إلى ميزة خاصة. إن إعلان مبادئنا يتجاوز التحدي من أي جهة. إننا نتطلع إلى إقامة حكم ديمقراطي مستقل في فلسطين في نهاية المطاف، يمثل فيها اليهود والمسلمين والمسيحيون تمثيلا عادلا؛ وكل إنسان يتمتع بحقوق متساوية ويتقاسم مسؤوليات متساوية؛ حكومة ديمقراطية يكون فيها إخواننا اليهود فلسطينيين أحرارا، دينهم اليهودية، كما نحن أمريكيون دينهم اليهودية.

## الحملة المناهضة للصهيونية بعد الحرب
في أعقاب الحرب العالمية الثانية، ومع النظر في قضية مستقبل فلسطين، استمر المجلس الأميركي لليهودية في دعم دولة يهودية عربية مشتركة بدلا من دولة يهودية في فلسطين، وعارض تجريد العرب الذين كانوا يعيشون آنذاك في فلسطين. وقد قبل رئاسة المجلس الأمريكي لليهودية رجل الخير المعروف ليسينغ جاي روزنوالد، الذي تولى زمام المبادرة في حث إقامة دولة ديمقراطية موحدة في فلسطين الانتدابية في دوائر صنع السياسات الأميركية. وقد أدلى روزنوالد بشهادته امام لجنة التحقيق الأنجلو أمريكية في عام 1946 وحث على إقامة دولة يهودية عربية موحدة في فلسطين والسماح للهجرة اليهودية إلى فلسطين بالاستمرار فقط بعد «التخلى عن الادعاء بان اليهود لديهم حق وطني غير محدود في الأرض وأن البلاد سوف تتخذ شكل دولة عنصرية أو ثيوقراطية» وقال إنه ينبغي على الولايات المتحدة والدول الأخرى الأعضاء في الأمم المتحدة السماح بالمزيد من الهجرة اليهودية لحل مشكلة اللاجئين اليهود الأوروبيين. وأيد فيما بعد توصيات لجنة التحقيق، بما في ذلك أن فلسطين لا تصبح دولة يهودية أو عربية وأن تقبل 100 ألف لاجئ يهودي في فلسطين. كما عارض فضلا عن ذلك إقامة دولة يهودية في أي مكان آخر من العالم، وليس فقط في فلسطين. وكان الموقف الرسمي للمجلس الأمريكي لليهودية يتلخص في إعادة تأهيل اليهود الأوروبيين من خلال استعادة أمنهم المدني والسياسي والاقتصادي. ولإثبات أن الصهاينة الأميركيين لا يمثلون آراء اليهود الأميركيين، أرسل المجلس رسائل معادية للصهيونية إلى مختلف المسؤولين الحكوميين.

### الإرهاب والهجرة غير المشروعة إلى فلسطين
أثناء التمرد اليهودي في فلسطين، وهي الحملة التي شنتها جماعات يهودية سرية في فلسطين (الهاجانا، و‌إرجون، و‌شتيرن) ضد البريطانيين، عارض المجلس الأمريكي لليهودية ما اعتبره إرهابا يهوديا. وعقب تفجير فندق الملك داود، أصدر بيانا دعا فيه اليهود الأميركيين إلى «إدانة مرتكبي تلك الاعتداءات وقادة اليهود، داخل وخارج فلسطين، الذين لا تقل مسؤولية تحريضهم عن ذلك». وفي بيان، دعا ليسينغ روزنوالد الجالية اليهودية الأمريكية إلى أن تُشرط أي مساعدة أخرى لليشوف (اليهود الفلسطينيين) على إنهاء العنف. كما عارض برنامج عليا بت الذي تبنته الهاجانا الذي حاول إدخال اللاجئين اليهود إلى فلسطين متجاوزين الحصار البريطاني بصورة غير قانونية. وفي أعقاب تصريح أدلى به نائب رئيس المنظمة الصهيونية الأمريكية بأن اليهود الأميركيين كانوا على إستعداد لإنفاق الملايين من أجل تمويل الهجرة غير الشرعية إلى فلسطين، أدانه روزنوالد، واصفا عليا بت بأنه «إزدراء مروعا للقانون والنظام»، وقال إنه «لا يمكن التسامح مع الانفلات الأمني حتى باسم الرحمة». وفي السنة الأخيرة قبل تأسيس دولة إسرائيل في عام 1948، أصبح المجلس قريبا جدا من الحاخام المولود في سان فرانسيسكو، يهوذا ماغنيس، وهو الحاخام الإنساني ومؤسس الجامعة العبرية في القدس، والداعم الفلسطيني اليهودي الرائد لدولة ثنائية القومية، الذي اضطر إلى العودة إلى الولايات المتحدة. في عام 1948، كان المجلس الأمريكي للهودية يضم 14,000 عضو.

## وصلات خارجية وقراءة أخرى
- الموقع الرسمي للمجلس الأمريكي لليهودية